# Майна (приток Барыша)
Майна — река в России, протекает в Майнском и Вешкаймском районах Ульяновской области. Устье реки находится в 132 км по правому берегу реки Барыш. Длина реки составляет 23 км.
В Майнском районе у истока реки стоит посёлок Майна. На реке стоят посёлок Новоанненковский (Опытная Станция), село Анненково-Лесное и посёлок Новочуфаровский. Около устья в Вешкаймском районе на реке стоит рабочий посёлок Чуфарово.

## Притоки
- 4,1 км: река Криуша
- 6,6 км: река без названия, у с. Анненково Лесное
- 9,5 км: ручей Суходол
- ? км: река Майдан (правый приток)

## Данные водного реестра
По данным государственного водного реестра России относится к Верхневолжскому бассейновому округу, водохозяйственный участок реки — Сура от Сурского гидроузла и до устья реки Алатырь, речной подбассейн реки — Сура. Речной бассейн реки — (Верхняя) Волга до Куйбышевского водохранилища (без бассейна Оки).
В верхнем течении у русла находятся небольшие лесные массивы, в среднем и нижнем течении река протекает преимущественно по открытым ландшафтам. У н.п. Опытная Станция ширина реки 5—7 м, глубина 0,5—1 м. Скорость течения средняя, местами быстрая. Грунт песчаный, галечниковый, местами с наилком. Закустаренность русла средняя, встречаются открытые участки.
Код объекта в государственном водном реестре — 08010500312110000037194.